# Џастин Теру
Џастин Пол Теру (енгл. Justin Paul Theroux; 10. август 1971) амерички је глумац, сценариста, продуцент и режисер. Најпознатији је по улогама у филмовима Дејвида Линча: Булевар звезда (2001) и Унутрашње царство (2006), као и по улози у телевизијској серији Остављени, где тумачи Кевина Гарвија. Режирао је филм Посвета (2007). Написао је сценарио за Ајрон Мен 2 (2010), а сарађивао је при писању сценарија за Тропску Олују (2008), Време рока (2012) и Зулендер 2 (2016).